# 郭滩乡
郭滩乡是中国陕西省汉中市南郑区已撤消的一个乡。2011年，汉中市人民政府向陕西省人民政府申请，将南郑县的郭滩乡整建制，归入梁山镇。并入前，下辖10个村，面积27.71平方公里，总人口16769人，乡政府驻地——郭家滩。

## 行政区划
郭滩乡下辖以下行政区：
荣国村、利民村、丁店村、肖营村、永远村、永固村、前丰村、新丰村、永丰村、星光村